# Novensiles
Dans la religion romaine antique, les dii (également di ) Novensiles ou Novensides sont des divinités collectives dont les fonctions sont assez obscures, que l'on retrouve dans des inscriptions, des formulaires de prière et des textes littéraires antiques et paléochrétiens.
Dans l'antiquité, on pensait que l'origine du mot novensiles dérivait soit de « nouveau » (Novus) ou « neuf » (Novem). La forme novensides a été traduite comme « nouveaux colons », de novus et insidere, « s'installer ». L'érudit très influent du XIXe siècle Georg Wissowa, pensait que les novensiles ou novensides étaient des divinités que les Romains considéraient comme importées, c'est-à-dire non indigènes comme les di Indigetes.
Bien que Wissowa ait traité les catégories d'indigetes et de novensiles comme une méthode essentielle pour classer les dieux romains, la distinction est difficile à maintenir et de nombreux spécialistes la rejettent. Arnaldo Momigliano a fait remarquer qu'aucun texte ancien ne présente novensiles et indigetes comme une dichotomie, et que l'étymologie de novensides est loin d'être établie. Dans son traité d'orthographe, le philosophe du IVe siècle Marius Victorinus considérait les orthographes novensiles et novensides comme une simple altération phonétique du l et du d, caractéristique des langues sabelliques. Certaines sources anciennes disent que les novensiles sont au nombre de neuf, ce qui conduit à des identifications à la fois anciennes et modernes avec d'autres collectifs divins au nombre de neuf, comme les neuf divinités étrusques habilitées à manier le tonnerre ou avec les Muses. Le nom est ainsi parfois orthographié Novemsiles ou Novemsides.
Il se peut que seuls les cultes des divinités considérées comme indigènes aient été établis pour la première fois dans les limites sacrées de Rome (pomerium), avec des « nouveaux » dieux sur la colline de l'Aventin ou dans le Champ de Mars, mais il n'est pas certain que les termes indigetes et novensiles correspondent à cette topographie. William Warde Fowler observe qu'en tout cas une distinction entre « indigène » et « importé » commence à disparaître pendant la deuxième guerre punique, lorsque des divinités immigrées sont régulièrement invoquées pour la protection de l'État.

## L'invocation de Decius Mus
Les novensiles sont cités dans une liste de divinités dans un mode de prière conservée par l'historien Tite-Live. La prière est exprimée par Publius Decius Mus (consul en 340 av. J.-C.) pendant les guerres samnites dans le cadre de son vœu (devotio) de s'offrir en sacrifice aux dieux infernaux lorsqu'une bataille entre les Romains et les Latins est devenue désespérée. Bien que Tite-Live ait écrit à une époque où Auguste masquait l'innovation religieuse sous des appels à la piété et au traditionalisme d'antan, les aspects archaïques de cette prière suggèrent qu'elle évoque un style traditionnel qui pourrait être conservé dans les livres sibyllins des institutions officielles. Les autres divinités invoquées, parmi lesquelles la Triade capitoline de Jupiter, Mars et Quirinus, ainsi que les Lares et Mânes, appartiennent aux premières traditions religieuses de Rome. Tite-Live explique même qu'il enregistrera longuement le rituel archaïque de la devotio parce que « la mémoire de toutes les coutumes humaines et religieuses s'est flétrie par préférence pour tout ce qui est nouveau et étranger ». Ce qui est surprenant, s'ils sont « nouveaux », c'est que les novensiles apparaissent dans une telle liste, et avant les indigètes.
Les Lares et les Manes sont des dieux « indigènes» souvent considérés dans les sources anciennes comme les morts divinisés. Servius dit que les novensiles sont des « anciens dieux » qui ont acquis le statut de numen (dignitatem numinis) grâce à leur virtus, leur qualité de caractère. L'apologiste chrétien Arnobe remarque aussi qu'il y a d'autres autorités qui les considéraient également comme des mortels devenus des dieux. Dans cette optique, les novensiles, comme les Lares et les Manes, peuvent être « concernés par le monde souterrain où dormaient les ancêtres ».

## Origine Sabine
Selon Arnobe, c'est très probablement Calpurnius Piso Frugi qui était un annaliste et consul en 133 av. J.-C. qui aurait déclaré que les novensiles étaient neuf dieux dont le culte avait été établi en pays Sabin à Trébia. Le lieu a été identifié indistinctement comme la rivière Trebbia, ou la commune de Trevi nel Lazio, ou l'un des endroits appelés Trebula dans l'antiquité, dont deux - Trebula Mutusca et Trebula Suffenas - sont en territoire sabin. Gary Forsythe suppose que la famille de Piso était originaire de la moyenne vallée du Tibre, à la frontière de l'Étrurie et du pays sabin, et qu'il s'appuyait sur des connaissances personnelles pour émettre cette théorie. Le père de ce Piso est probablement celui qui a dédié un sanctuaire à Féronie à Lucus Feroniae près de Capena.
Varron, qui était lui-même un Sabin, a placé les Novensides dans son célèbre catalogue de divinités sabines. Des inscriptions en pays sabin mentionnent les novensiles ou novensides, par exemple dieu. nove. sede à Pisaurum. Une inscription Marse nomme également les novensiles sans les indigetes. L'universitaire et chronologiste anglais du XIXe siècle Edward Greswell a cherché à relier les neuf novensiles des Sabins au cycle nundinal, la « semaine » de huit jours du calendrier que le comptage romain inclusif chiffrait comme neuf jours.

## Neuf divinités
Une inscription d'Ardea datant du IVe ou IIIe siècle av. J.-C., où l'on peut lire neven deivo, a été considérée comme faisant référence aux Novensiles en tant que neuf divinités. Granius Flaccus et Aelius Stilo, dit Arnobius, identifient les Novensiles avec les Muses, ce qui implique qu'ils sont au nombre de neuf. Dans la tradition romaine, les Muses s'identifiaient aux Camenae, déesses latines des sources d'eau douce et de l'inspiration prophétique. Les deux plus connues des Camenae étaient Carmenta, qui avait son propre flamines, en l'honneur de laquelle se tenait les Carmentalia, et Egérie,la divine épouse de Numa Pompilius, le deuxième roi de Rome considéré comme le fondateur de la religion et du droit romain. Numa avait établi un sanctuaire de bronze à la fontaine de leur bosquet, le site de son union divine avec Egérie. La fontaine des Camenae était une source d'eau pour les Vestales.
L'encyclopédiste romain du Ve siècle Martianus Capella a placé les Dii Novensiles dans son schéma céleste influencé par les étrusques dans son ouvrage Sur le mariage de Mercure et de la philologie et a pris leur nom comme signifiant « neuf ». Il localise les Novensiles dans la deuxième région du ciel, avec Jupiter, Mars Quirinus, le Lares martial, Junon, Fontus ( « Fontaine » ou « Source »), et les Lymphae (déesses des eaux douces).

## Conseil sur la foudre
Pline mentionne neuf dieux des Étrusques qui avaient le pouvoir de manier la foudre, désignant les Novensiles de Martianus comme des dieux relatifs à l'utilisation du tonnerre et de la foudre (fulgura). Les livres sur la façon de lire la foudre étaient l'une des trois branches principales de la disciplina Etrusca, le corps des enseignements religieux et divinatoires étrusques. Au sein de la discipline étrusque, Jupiter a le pouvoir de manier trois types d'éclairs d'avertissement (manubiae) envoyés de trois régions célestes différentes. La première de ces formes, la foudre douce ou « perforante », est une forme bénéfique destinée à persuader ou à dissuader . Les deux autres types sont les éclairs nocifs ou « écrasants », pour lesquels Jupiter requiert l'approbation des Di Consentes, et les éclairs complètement destructeurs ou « brûlants », qui nécessitent l'approbation des di superiores et involuti (dieux cachés de la sphère « supérieure »).
Plusieurs chercheurs ont établi que les Novensiles est le conseil des dieux qui décident de l'utilisation du troisième type de foudre, le plus destructeur. Carl Thulin a proposé que deux théonymes du foie de Plaisance - un modèle en bronze d'un foie de mouton couvert d'inscriptions étrusques relatives à l'haruspice - devraient être expliqués avec les Consentes Pénates. Les Novensiles correspondraient ainsi aux di superiores et involuti  et peut-être aux Favores Opertanei (« Dieux secrets de la faveur ») évoqués par Martianus Capella. Cependant, il situe les Favores dans la première région du ciel, avec les Di Consentes et Penates, et les Novensiles dans la seconde ; les Favores sont peut-être les Fata, les « Parques ».